# 뱅크스타운 시티 FC
뱅크스타운 시티 FC(Bankstown City FC)는 호주 뉴사우스웨일스주의 시드니 교외 세트펀에서 온 호주의 축구단이다. 현재 내셔널 프리미어리그 NSW 2 남자 및 내셔널 프리미어리그 NSW 우먼에  소속되어 있으며, 잰슨 오발이라는 홈구장을 보유하고 있다.

## 선수 명단

### 역대
- 마이클 뷰챔프(2015 ~ 2016)